# Кантарана
Кантарана (італ. Cantarana, п'єм. Cantaran-a) — муніципалітет в Італії, у регіоні П'ємонт,  провінція Асті.
Кантарана розташована на відстані близько 500 км на північний захід від Рима, 32 км на південний схід від Турина, 15 км на захід від Асті.
Населення — 966 осіб (2014).
Щорічний фестиваль відбувається 15 серпня. Покровитель — святий Іван Хреститель.

## Демографія
Населення за роками:

Станом на 1 січня 2023 року в муніципалітеті офіційно проживало 76 іноземців з 16 країн, серед них 47 громадян країн Євросоюзу.

## Сусідні муніципалітети
- Дузіно-Сан-Мікеле
- Феррере
- Сан-Дам'яно-д'Асті
- Тільйоле
- Вальфенера
- Віллафранка-д'Асті